# 영일민속박물관
영일민속박물관(迎日民俗博物館)은 대한민국 경상북도 포항시에 있는 박물관이다.
흥해군의 동헌이었던 제남헌을 개조해서 만든 박물관이다.

## 연혁
1983년 10월 29일에 개관했다. 1985년 5월 제2전시실이 신축되었으며, 1987년 6월 군단위 민속박물관으로는 국내 최초로 준박물관으로 지정되었다.

## 전시품
- 토기류 591점, 관혼상제, 의관류가 240점,생활용구류 1771점, 기타 유물이 610점, 지게와 농어업기계류가 1142점, 고서적류가 250점 등 총 4600여 점이 전시되어 있다.